# 米亞特鎮區 (密蘇里州豪厄爾縣)
米亞特鎮區（英語：Myatt Township）是位於美國密蘇里州豪厄爾縣的一個行政鎮區。

## 地方資料
米亞特鎮區的面積為162.18平方千米，當中陸地面積為162.03平方千米，而水域面積為0.15平方千米。根據2020年美國人口普查的數據，當地共有人口618人，而人口密度為每平方千米3.81人。